# 沉樱
沉樱（1907年8月16日—1988年4月14日），现代著名女作家。原名陈锳。笔名小铃、非兆、陈尘英、陈因等。山东潍县人。1907年出生，父親陳寄園。
近人章诒和喜读沉樱的作品，并盛赞她：“我正在阅读沉樱，她的散文简约纯朴，感情真挚，不眩惑于奇巧华丽，不刻意追求艺术特色。我能学到她的一半，就满足了。可能一半也学不到。”

## 生平
- 1907年4月16日，沉櫻生於山東省濰縣城裏的中產階級家庭，父親名叫陳樹芝，母親高氏。祖父是清朝的學官。
- 1920年，陳家遷居濟南，沉櫻進入山東省立第一女子中學讀書。 北大畢業的顧隨先生擔任她的國文老師，知識淵博的先生為打開了一扇新的大門
- 1925年，考入上海大學中文系。
- 1927年，轉入復旦大學中文系。在復旦大學時已經出版過3本小說集（《喜筵之後》、《夜闌》、《某少女》）
- 1928年，處女作短篇小說《回家》發表于陳望道主編的《大江》月刊。冬，馬彥祥修完復旦大學規定的學分提前半年畢業。
- 1929年，與馬彥祥結婚。
- 1930年，生下了女兒馬倫
- 1931年，與馬彥祥離婚，沉櫻離開上海遷居北平，在一所中學任教。
- 1933年，何瑞瓊狀告梁宗岱離婚案，梁宗岱敗訴。
- 1934年夏，沉櫻與梁宗岱離開北平遠赴日本。
- 1935年，沉櫻與32歲的詩人、翻譯家梁宗岱在天津結婚。
- 1937年，長女梁思薇出生，七七事變後，一家人被迫離開天津，輾轉至重慶，寓居重慶郊外的北溫泉「琴廬」。梁宗岱被遷至重慶北碚的復旦大學聘為教授。
- 1941年，沉櫻生下次女梁思清。
- 1944年，梁宗岱在回廣西百色處理家務時，與當地的粵劇演員甘少蘇相識相愛。她給丈夫送去書信，上面只有四個大字：不復相見！
- 1945年，沉櫻誕下三子思明，重新找了一份教書工作，白天賺錢，晚上回家照顧孩子。抗戰勝利后，沉櫻帶著三個孩子輾轉開封。
- 1946年，在趙清閣的介紹下任上海市立實驗戲劇學校教員。
- 1947年，任復旦大學中文系教授。
- 1948年，沉櫻隨母親與弟弟、四妹、六妹遷居臺灣，弟弟陳釗是國民黨雷達部隊指揮官。新竹縣私立大成初級中學任教師(苗栗縣私立大成高級中學，頭份鎮斗煥坪)。
- 1953年，臺灣省立臺北第一女子中學任教師。
- 1967年，臺北市立第一女子高級中學[1]退休。後在斗煥坪大成中學宿舍。
- 1972年，去美國居住[2]。
- 1982年4月，沉櫻從美國回國探訪親友，先後到上海、濟南、北京，見到了巴金、趙清閣、田仲濟、朱光潛、卞之琳、陽翰笙、羅念生等親朋好友。她最初打算，是想回國定居。但她在河南開封閒居了數月，始終不能習慣，只好又飛回美國[3]。
- 1983年11月，梁宗岱在廣州病逝。
- 1988年4月14日病逝于美國馬里蘭州老人療養院。

## 主要著作
短篇小说集《夜阑》、《喜宴之后》、《女性》、《一个女作家》；译作《一个陌生女子的来信》、《怕》、《断梦》、《蓓蒂》、《爱丝雅》、《车轮下》；论著《世界名诗欣赏》、《拉丁学生》。
1. ↑  校名因臺北市改制為直轄市改名
2. ↑  （念遠方的沉櫻），林海音1986年}}
3. ↑  期間前夫馬彥祥、梁宗岱要求見面，均為所拒。